# Adam Michel
Adam Michel (ur. 27 maja 1936, zm. 8 stycznia 1990) – polski piłkarz, obrońca.
Był pierwszoligowym piłkarzem Wisły Kraków. W reprezentacji Polski debiutował 21 czerwca 1959 w spotkaniu z Izraelem, ostatni raz zagrał rok później. Łącznie w kadrze zagrał 3 razy.
Pochowany na cmentarzu Batowickim w Krakowie (kw. A-IV-3-2).

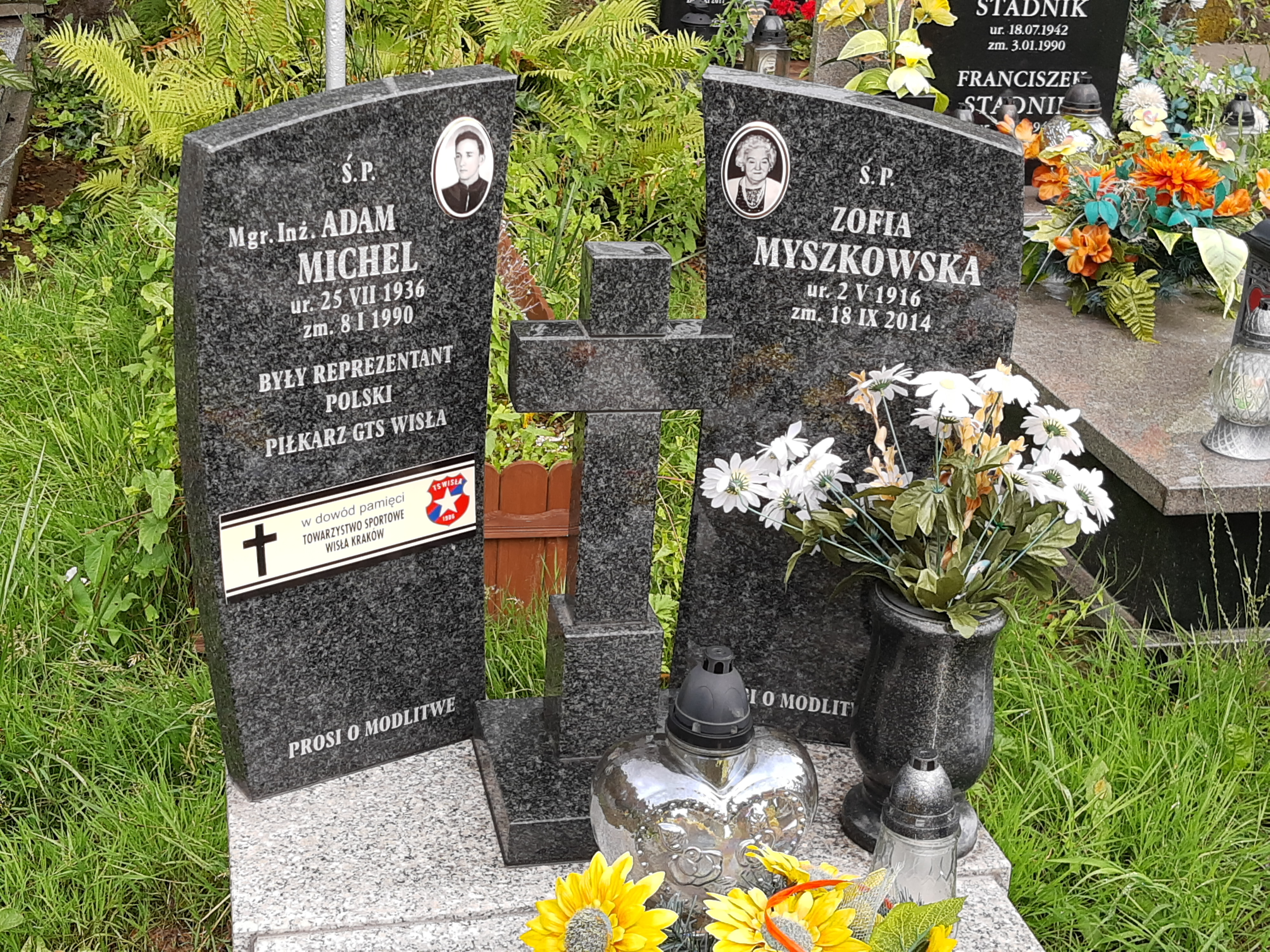
Grób Adama Michela na Cmentarzu Prądnik Czerwony